# Lebeuville
Lebeuville ist eine französische Gemeinde mit 149 Einwohnern (Stand 1. Januar 2022) im Département Meurthe-et-Moselle in der Region Grand Est (bis 2015 Lothringen). Sie gehört zum Arrondissement Nancy und zum Gemeindeverband Pays du Saintois.

## Geografie
Die Gemeinde Lebeuville liegt oberhalb des Moseltales, etwa 25 Kilometer südwestlich von Lunéville und 30 Kilometer südöstlich von Nancy. Das schmale Plateau fällt nach Westen allmählich zum Madontal ab, zum Moseltal in Richtung Osten in einer Steilstufe um etwa 100 Höhenmeter. Kleinere Flächen im Westen und Norden des Gemeindeareals sind bewaldet. Nachbargemeinden von Lebeuville sind Leménil-Mitry im Norden, Bainville-aux-Miroirs im Osten, Gripport im Süden, Germonville und Xirocourt (Berührungspunkt) im Südwesten, Vaudigny im Westen sowie Vaudeville im Nordwesten.

## Geschichte
Lebeuville war lange Zeit von Bainville abhängig, was sich im silbernen Kreuz auf blauem Schild des Wappens von Bainville und Lebeuville zeigt. Der Giraffenkopf auf dem Wappen von Lebeuville erinnert an das Signum der Familie Maillart, die langjährigen Gutsherren des Ortes.

### Bevölkerungsentwicklung
| Jahr      | 1962 | 1968 | 1975 | 1982 | 1990 | 1999 | 2007 | 2019 |
| Einwohner | 155  | 155  | 148  | 136  | 141  | 153  | 166  | 176  |

Im Jahr 1806 wurde mit 388 Bewohnern die bisher höchste Einwohnerzahl ermittelt. Die Zahlen basieren auf den Daten von cassini.ehess und INSEE.

## Sehenswürdigkeiten
- Kirche St. Martin mit bemerkenswertem bemalten Holzaltar (1720)
- Wasserturm

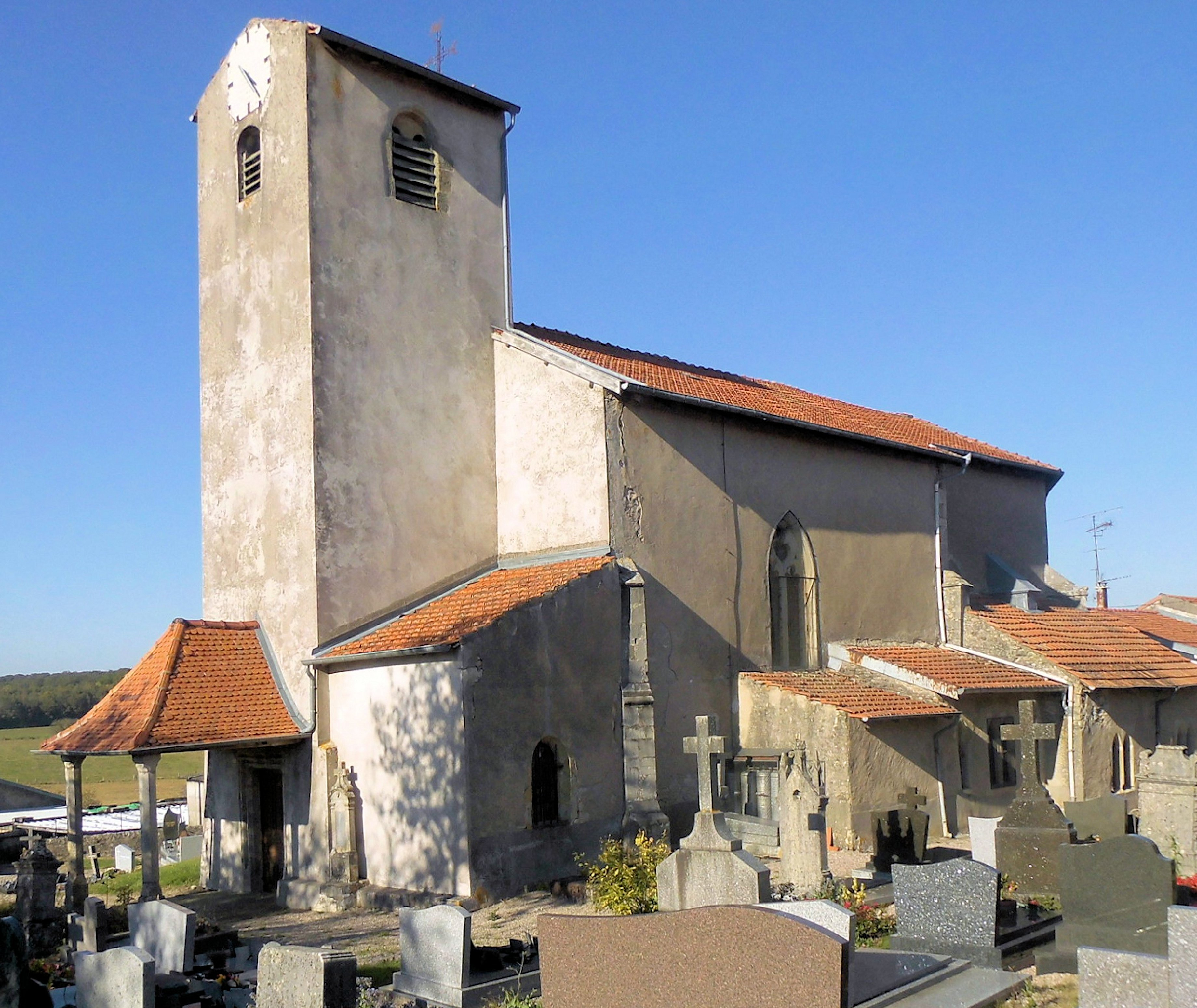
Kirche Saint-Martin
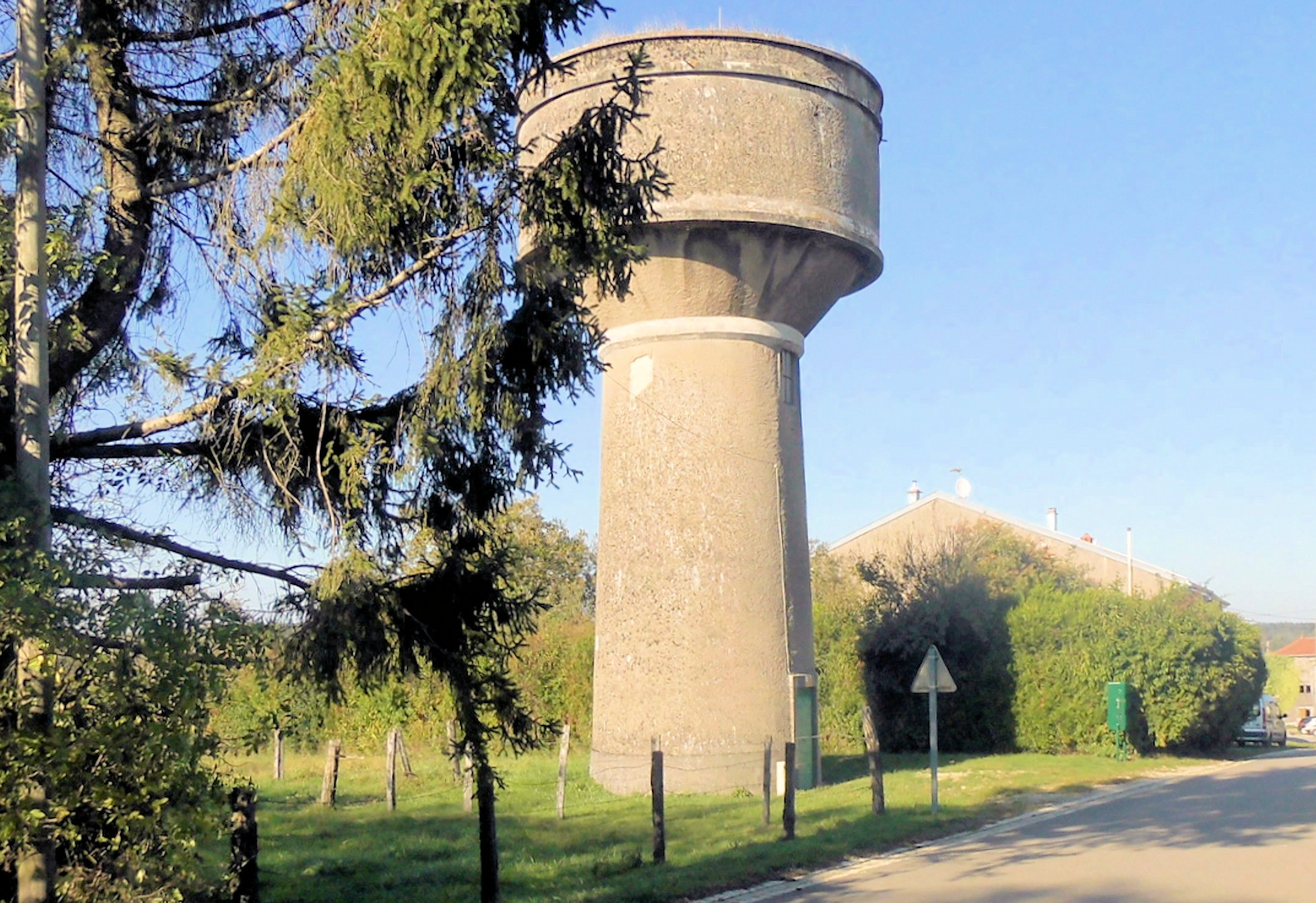
Wasserturm

### Wirtschaft und Infrastruktur
In der Gemeinde Lebeuville sind sieben Landwirtschaftsbetriebe ansässig (unter anderem Rinderzucht).
Lebeuville ist von Süden aus Gripport, von Norden aus Laneuveville-devant-Bayon zu erreichen. Durch den Westen des Gemeindegebietes führt die autobahnähnlich ausgebaute Route nationale 57  (E 23) von Nancy nach Épinal (mit Anschluss in Gripport).

## Belege
1. ↑  Wappenbeschreibung auf genealogie-lorraine.fr. Archiviert vom Original am 4. März 2018; abgerufen am 10. Februar 2020 (französisch).  Info: Der Archivlink wurde automatisch eingesetzt und noch nicht geprüft. Bitte prüfe Original- und Archivlink gemäß Anleitung und entferne dann diesen Hinweis.
2. ↑  Lebeuville auf cassini.ehess
3. ↑  Lebeuville auf INSEE
4. ↑  Landwirtschaftsbetriebe auf annuaire-mairie.fr (französisch)